# Amegilla feronia
Amegilla feronia är en biart som först beskrevs av Maurits Anne Lieftinck 1944.  Amegilla feronia ingår i släktet Amegilla och familjen långtungebin. Inga underarter finns listade i Catalogue of Life.